# Вороночник рожковидный
Воро́ночник рожкови́дный (лат. Craterellus cornucopioides) — съедобный гриб рода Вороночник (Craterellus) семейства Лисичковые (Cantharellaceae). В просторечии часто именуются чёрными лисичками.

## Названия
Латинские синонимы:
- Peziza cornucopioides L.basionym
- Cantharellus cornucopioides (L.) Fr.
- Merulius cornucopioides (L.) Pers.
- Pezicula cornucopioides (L.) Paulet
- Sterbeeckia cornucopioides (L.) Dumort. и другие[1].

Русские синонимы:
- сухарь[2]

- кратереллус рожковидный,
- вороночник воронковидный,
- трубкогриб роговидный,
- лисичка серая (ошибочно)[3].
- лисичка чёрная
- вороночник серый

Из-за формы в Финляндии этот гриб называют чёрный рожок (фин. Mustatorvisieni), в Германии — трубой мёртвых (нем. Totentrompete), во Франции — трубой смерти (фр. Trompette de la mort), а в Англии — рогом изобилия (англ. Horn of Plenty).

## Описание
Плодовые тела трубковидные или чашевидные, сужающиеся к основанию, высотой 5—12 см, полые — углубление шляпки переходит в полость ножки. Шляпка в виде глубокой воронки (диаметром 3—8 см) с отвёрнутым наружу волнистым краем, который у зрелых грибов становится разорванным или лопастным. Верхняя (внутренняя) поверхность плодового тела волокнистая, мелкочешуйчатая; у молодых грибов — чёрно-бурая, у зрелых — тёмно-серая или почти чёрная. Нижняя (внешняя) поверхность серовато-бурая, покрытая гладким (у молодых грибов), бугорчатым или слегка морщинистым гимением сероватого или сизого цвета; после созревания спор выглядит запорошенной. При высыхании гриб становится светлее. Иногда встречаются светло-жёлтые экземпляры, ранее выделявшиеся в отдельный вид Craterellus konradii. 

Псевдопластинки, свойственные лисичкам, у вороночника рожковидного отсутствуют. 

Споровый порошок белый или желтоватый. Споры размером 8—14 х 5—9 мкм, яйцевидно-эллипсоидные, гладкие, бесцветные.
Ножка очень короткая, 0,8—1 см толщиной, зауженная к основанию, жёсткая, одного цвета со шляпкой.
Мякоть гриба очень тонкая, ломкая, плёнчатая, у молодых грибов тёмно-серая, серо-чёрная или чёрно-коричневая, у зрелых — почти чёрная. Запах и вкус сырых грибов практически отсутствует, напротив, при термообработке и сушке усиливается.

## Экологияи распространение
Обычно указывается как микоризный гриб, но на сайте www.mushroomexpert.com предположительно определён как сапрофит. 

Растёт на почве во влажных лиственных, хвойных и смешанных лесах, в том числе на опавшей листве дубов и буков, на глинистой и известковой почве; предпочитает открытые, светлые места, обочины тропинок и дорог, края канав. Обычен в горных районах. Встречается обычно скученными группами — сростками из 4 и более экземпляров или даже колониями, но благодаря своей окраске сильно сливается с лиственным опадом, так что его трудно обнаружить. 

Вороночник рожковидный широко распространён в умеренной зоне Северного полушария вплоть до тропиков, произрастая в Европе, Азии (включая Японию), Северной Америке. В РФ произрастает в Европейской части России, на Северном Кавказе, в Западной Сибири, Алтайском крае, на Дальнем Востоке.
Сезон с начала июля до конца сентября — октября (обильно — с середины августа до середины сентября). В областях с тёплыми бесснежными зимами встречается вплоть до ноября.

## Сходные виды
Вороночник рожковидный легко опознаётся благодаря своей чашевидной форме, тёмной окраске и тенденции расти скученными группами. Родственный вид Вороночник извилистый (Craterellus sinuosus) (Fr.) Fr. отличается от вороночника рожковидного более светлой, желтоватой окраской и сильнее расчленённой шляпкой. В отличие от видов рода лисичка (например, лисички серой) вороночник рожковидный не имеет на нижней поверхности шляпки псевдопластинок.
Также имеет некоторое сходство с Урнулой бокаловидной (Urnula craterium) (Schwein.) Fr., плотным кожистым бокаловидным грибом почти чёрного цвета. В отличие от него вороночник рожковидный ломок и имеет форму чаши с отвёрнутым краем.

## Пищевые качества
Съедобный гриб, в западной Европе считается деликатесным. Не требует предварительной обработки. В пищу употребляются только трубчатая воронка грибов, более грубая сплошная ножка удаляется. Используется в жареных, тушёных блюдах, супах, соусах, приправах. При варке приобретает чёрный цвет. В отличие от лисичек гриб хорошо сушится, хотя и становится ломким, крошащимся. Вкус при этом несколько усиливается. Сушеный гриб служит основой для разных соусов.